# Circuit of the Americas
Circuit of the Americas je okruh, který se nachází v USA poblíž města Austin v Texasu. Tento okruh byl otevřen v roce 2012. Na tomto okruhu se jezdí od roku 2012 Formule 1 a od roku 2013 se zde jezdí MotoGP. Okruh navrhl návrhář Herman Tilke. Je to první okruh v USA, který by speciálně postaven pro závody Formule 1. Okruh má být „směsicí“ slavných zatáček z okruhů Silverstone (Maggotts, Backetts a Chapel), Hockenheimring (stadion) a tureckého Istanbul Racing Circuit (několikrát lomená zatáčka č. 8). Zajímavá je také první zatáčka tohoto okruhu, která se zvedá na několika desítkách metrů o 42 m.

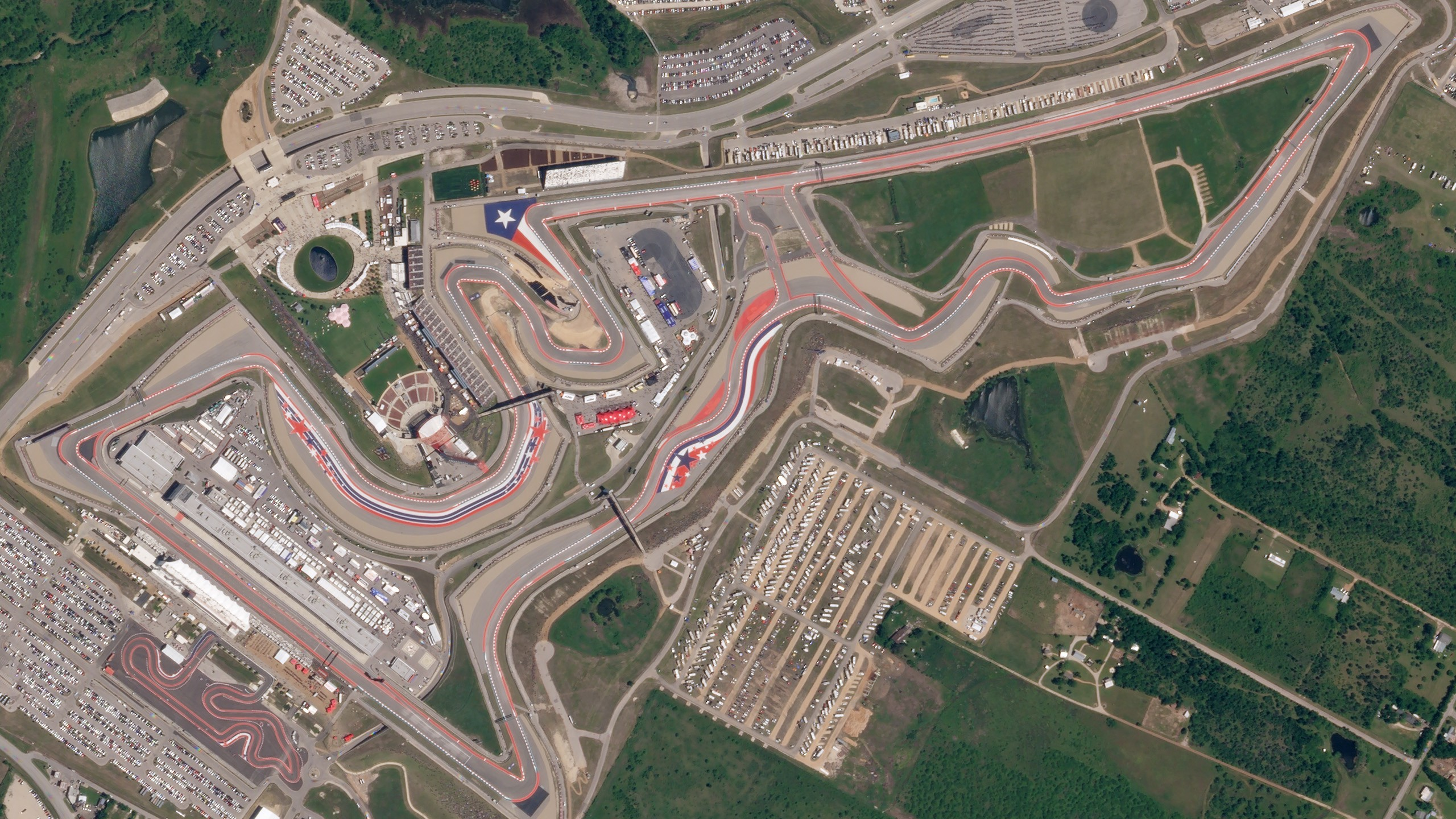
Satelitní snímek Circuit of Americas z roku 2018

## Statistika

### Formule 1
| No. | Rok  | Jezdec           | Konstruktér | Motor      | Pneu | Čas           | Délka kola | Počet kol | Rychlost     | Datum        |
| --- | ---- | ---------------- | ----------- | ---------- | ---- | ------------- | ---------- | --------- | ------------ | ------------ |
| 1   | 2012 | Lewis Hamilton   | McLaren     | Mercedes   | P    | 1:35:55,269 h | 5,516 km   | 56        | 193,219 km/h | 18. listopad |
| 2   | 2013 | Sebastian Vettel | Red Bull    | Renault    | P    | 1:39:17,148 h | 5,516 km   | 56        | 186,374 km/h | 17. listopad |
| 3   | 2014 | Lewis Hamilton   | Mercedes    | Mercedes   | P    | 1:40:04,785 h | 5,516 km   | 56        | 185,190 km/h | 2. listopad  |
| 4   | 2015 | Lewis Hamilton   | Mercedes    | Mercedes   | P    | 1:50:52,703 h | 5,516 km   | 56        | 166,888 km/h | 25. říjen    |
| 5   | 2016 | Lewis Hamilton   | Mercedes    | Mercedes   | P    | 1:38:12,618 h | 5,516 km   | 56        | 188,415 km/h | 23. říjen    |
| 6   | 2017 | Lewis Hamilton   | Mercedes    | Mercedes   | P    | 1:33:50,993 h | 5,516 km   | 56        | 197,169 km/h | 22. říjen    |
| 7   | 2018 | Kimi Räikkönen   | Ferrari     | Ferrari    | P    | 1:34:18,643 h | 5,516 km   | 56        | 196,206 km/h | 21. říjen    |
| 8   | 2019 | Valtteri Bottas  | Mercedes    | Mercedes   | P    | 1:33:55,653 h | 5,516 km   | 56        | 197,006 km/h | 3. listopad  |
|     |      |                  |             |            |      |               |            |           |              |              |
| 9   | 2021 | Max Verstappen   | Red Bull    | Honda      | P    | 1:34:36,552 h | 5,516 km   | 56        | 195,587 km/h | 24. říjen    |
| 10  | 2022 | Max Verstappen   | Red Bull    | RBPT       | P    | 1:42:11,687 h | 5,513 km   | 56        | 181,069 km/h | 23. říjen    |
| 11  | 2023 | Max Verstappen   | Red Bull    | Honda RBPT | P    | 1:35:21,362 h | 5,513 km   | 56        | 194,258 km/h | 22. říjen    |
| 12  | 2024 | Charles Leclerc  | Ferrari     | Ferrari    | P    | 1:35:09,639 h | 5,513 km   | 56        | 194,657 km/h | 20. říjen    |

### Motocykly
| No. | Rok  | Jezdec           | Tým     | Pneu | Čas           | Délka kola | Počet kol | Rychlost     | Datum      |
| --- | ---- | ---------------- | ------- | ---- | ------------- | ---------- | --------- | ------------ | ---------- |
| 1   | 2013 | Marc Márquez     | Honda   | B    | 43:42,123 min | 5,513 km   | 21        | 158,949 km/h | 21. duben  |
| 2   | 2014 | Marc Márquez     | Honda   | B    | 43:33,430 min | 5,513 km   | 21        | 159,477 km/h | 13. duben  |
| 3   | 2015 | Marc Márquez     | Honda   | B    | 43:47,150 min | 5,513 km   | 21        | 158,644 km/h | 12. duben  |
| 4   | 2016 | Marc Márquez     | Honda   | M    | 43:57,945 min | 5,513 km   | 21        | 157,995 km/h | 10. duben  |
| 5   | 2017 | Marc Márquez     | Honda   | M    | 43:58,770 min | 5,513 km   | 21        | 157,946 km/h | 23. duben  |
| 6   | 2018 | Marc Márquez     | Honda   | M    | 41:52,002 min | 5,513 km   | 20        | 158,016 km/h | 22. duben  |
| 7   | 2019 | Álex Rins        | Suzuki  | M    | 41:45,499 min | 5,513 km   | 20        | 158,426 km/h | 22. duben  |
|     |      |                  |         |      |               |            |           |              |            |
| 8   | 2021 | Marc Márquez     | Honda   | M    | 41:41,435 min | 5,513 km   | 20        | 159,713 km/h | 3. říjen   |
| 9   | 2022 | Enea Bastianini  | Ducati  | M    | 41:23,111 min | 5,513 km   | 20        | 159,854 km/h | 10. duben  |
| 10  | 2023 | Álex Rins        | Honda   | M    | 41:14,649 min | 5,513 km   | 20        | 160,782 km/h | 16. duben  |
| 11  | 2024 | Maverick Viñales | Aprilia | M    | 41:09,503 min | 5,513 km   | 20        | 161,600 km/h | 14. duben  |
| 12  | 2025 | Francesco Bagnia | Ducati  | M    | 39:00,191 min | 5,513 km   | 19        | 161,100 km/h | 30. březen |